# Кен Џонг
Кендрик Ганџо Чон (енгл. Kendrick Kang-Joh Jeong; кор. 정강조, Ханча: 鄭康祖; 13. јул 1969. године у Детроиту, Мичиген), познат као Кен Џонг (енгл. Ken Jeong), корејанско-амерички је филмски, гласовни и телевизијски глумац и стендап комичар.
Најпознатији је по улогама у ТВ серији Заједница и филмском серијалу Мамурлук у Вегасу, Мамурлук у Бангкоку и Мамурлук 3, као и споредним улогама у Све о Стиву, Трансформерси: Тамна страна Месеца, Мапетовци, Дежурна неугледна другарица, Маза и Луња, Том и Џери. Глумио је у хумористичкој серији АБЦ ТВ мреже Доктор Кен, за коју је такође био креатор, писац и извршни продуцент. Џонг је лиценцирани лекар, али се повукао из праксе због своје глумачке каријере.